# فرودگاه ویلارد دانشگاه ایلینوی
فرودگاه ویلارد دانشگاه ایلینوی (به انگلیسی: University of Illinois Willard Airport) یک فرودگاه همگانی با کد یاتا CMI است که یک باند فرود بتن دارد و طول باند آن ۱۹۸۱ متر است. این فرودگاه در کشور ایالات متحده آمریکا قرار دارد و در ارتفاع ۲۳۰ متری از سطح دریا واقع شده است.